# 松浦邦男
松浦 邦男（まつうら くにお、1927年3月21日 - 2019年9月18日）は、日本の建築学者。京都大学名誉教授。工学博士。

## 概略
京都大学建築学教室で、後に第18代京都大学総長となる前田敏男に師事し、建築環境工学、特に光環境（照明）を研究する。相互反射をはじめとする照度計算方法の発展に尽力し、1995年に国際照明委員会 (CIE) 賞を受賞。また、2006年には「建築環境工学、特に光環境工学の研究・教育とその発展に対する貢献」に対して日本建築学会賞大賞を受賞している。2007年、瑞宝中綬章受章。

## 来歴
- 大阪府生まれ
- 1952年：京都大学工学部建築学科卒業、大学院へ進学
- 1955年：京都大学工学部講師
- 1956年：京都大学工学部助教授
- 1965年：京都大学工学部教授
- 1990年：京都大学名誉教授、摂南大学教授
- 1994年：宝塚造形芸術大学造形学部教授（2000年退官）

この間、日本建築学会理事、照明学会副会長、日本照明委員会副会長などを歴任。
- 2019年9月18日午前10時13分、肺炎のため京都市内の病院で死去[3][1]。92歳没。

## 主な著書
- 『建築照明』（大学講座建築学 環境編4）共立出版、1971年
- 『照明の事典』朝倉書店、1980年
- 『建築環境工学Ⅰ -日照・光・音-』（共著）朝倉書店、2001年